# سرزمین کارتل
«سرزمین کارتل ها» (انگلیسی: Cartel Land) فیلم در سبک مستند است که در سال ۲۰۱۵ منتشر شد و توانست برای دریافت جایزه اسکار بهترین فیلم مستند نامزد شود.